# Persona Non Grata (Album)
Persona Non Grata ist das elfte Studioalbum der US-amerikanischen Thrash-Metal-Band Exodus. Es erschien am 19. November 2021 bei Nuclear Blast.

## Entstehung
Nachdem dem Vorgängeralbum Blood In, Blood Out eine zweijährige Tourphase gefolgt war, wurden ab 2016 Pläne der Band öffentlich, ein neues Album aufzunehmen. Zunächst war eine Veröffentlichung bis Ende 2017 angedacht, diese wurde jedoch durch unter anderem durch die Verpflichtungen von Hauptsongwriter Gary Holt bei Slayer gebremst. Von September bis Oktober 2020 nahm die Band dann in Tom Huntings drei Homestudios, Lake Almanor, Kalifornien, das Album auf, wobei die Band es selbst produzierte. Im Januar 2021 war es komplett fertiggestellt. Ursprünglich sollte es schon im Sommer 2021 erscheinen. Doch nachdem im April des Jahres bei Tom Hunting Magenkrebs diagnostiziert worden war, wurde die Veröffentlichung in den November 2021 verschoben.
Beim Titel Lunatic-Liar-Lord sind Gastsoli des früheren Exodus-Gitarristen Rick Hunolt sowie von Kragen Lum enthalten, letzterer ist ein Bandkollege von Lee Altus bei Heathen.

## Titelliste
Alle Songs wurden von Gary Holt geschrieben, falls nicht anders angegeben.
| Nr.          | Titel                                                | Text         | Musik        | Länge |
| ------------ | ---------------------------------------------------- | ------------ | ------------ | ----- |
| 1.           | Persona Non Grata                                    |              |              | 7:30  |
| 2.           | R.E.M.F.                                             |              |              | 4:22  |
| 3.           | Slipping into Madness                                | Steve Souza  | Lee Altus    | 5:33  |
| 4.           | Elitist                                              | Souza        |              | 3:58  |
| 5.           | Prescribing Horror                                   |              |              | 5:09  |
| 6.           | The Beatings Will Continue (Until Morale Improves)   |              |              | 3:01  |
| 7.           | The Years of Death and Dying                         | Tom Hunting  |              | 5:22  |
| 8.           | Clickbait                                            |              |              | 4:31  |
| 9.           | Cosa del Pantano ((Instrumental))                    |              |              | 1:13  |
| 10.          | Lunatic-Liar-Lord (feat. Rick Hunolt und Kragen Lum) |              |              | 7:59  |
| 11.          | The Fires of Division                                |              |              | 5:23  |
| 12.          | Antiseed                                             |              |              | 6:17  |
| Gesamtlänge: | Gesamtlänge:                                         | Gesamtlänge: | Gesamtlänge: | 60:18 |

## Rezeption

### Rezensionen
Lothar Gerber schrieb im Metal Hammer: „Was also servieren Exodus auf ihrem elftem Studiowerk? Genau das, was man von ihnen erwartet: Feinsten, pumpenden Thrash mit wirklich messerscharfer Gitarrenarbeit von Holt und Axtkollege Lee Altus. Überraschungen gibt es so gut wie keine – das als Intro für Lunatic Liar Lord fungierende, ausgeklügelt-stimmungsvolle Picking-Stück Cosa Del Pantano mal ausgenommen.“ Er vergab fünf von sieben Punkten.

### Charts und Chartplatzierungen
| ChartsChartplatzierungen | Höchstplatzierung | Wochen |
| ------------------------ | ----------------- | ------ |
| Deutschland (GfK)        | 24 (4 Wo.)        | 4      |
| Österreich (Ö3)          | 33 (1 Wo.)        | 1      |
| Schweiz (IFPI)           | 22 (1 Wo.)        | 1      |